# جان موریس (آهنگساز)
جان موریس (انگلیسی: John Morris؛ زادهٔ ۱۸ اکتبر ۱۹۲۶ – ۲۵ ژانویه ۲۰۱۸) آهنگساز فیلم، تئاتر و تلویزیون اهل ایالات متحده آمریکا بود.